# SpVgg Herten
SpVgg Herten – niemiecki klub piłkarski z siedzibą w mieście Herten, w kraju związkowym Nadrenia Północna-Westfalia, działający w latach 1912–2000 (od 2000 roku jako DJK SpVgg Herten).

## Historia
Klub został założony w 1912  jako SpV Herten 12. W 1947 połączył się z Concordia Herten  tworząc SpVgg Herten 07/12. 
1 lipca 2000  połączył się z DJK 07/26 Herten tworząc DJK SpVgg Herten.

## Sukcesy
- 7 sezonów w Gaulidze Westfalen (1. poziom): 1933/34-1938/39 i 1941/42.
- 14 sezonów w 2. Oberlidze West (2. poziom): 1949/50-1962/63.
- 1 sezon w Regionallidze West (2. poziom): 1963/64.